# Trnava (Zlín)
Trnava é uma comuna checa localizada na região de Zlín, distrito de Zlín.